# Conquête de la Sibérie par Ermak
La Conquête de la Sibérie par Ermak ou Conquête de la Sibérie par Ermak Timofeïévitch (en russe : Покорение Сибири Ермаком Тимофеевичем) est un tableau du peintre russe Vassili Sourikov. Le travail sur le tableau débute en 1891 et s'achève en 1895. Son sujet est l'histoire d'une bataille décisive entre les Cosaques du détachement d'Ermak Timofeïévitch et les guerriers du khanat de Sibérie dirigés par Koutchoum en 1582. Cette toile a été remarquée lors de la XXIIIe exposition des peintres Ambulants. Elle a été acquise par Nicolas II et, en 1897, a été transférée au Musée russe, où elle est encore exposée aujourd'hui.

## Composition
Le tableau représente le moment culminant de la campagne sibérienne d'Ermak (1581-1585) : la bataille de l'année 1582 entre les Cosaques du détachement d'Ermak et la grande armée réunie dans le khanat de Sibérie par Koutchoum. Dans l'interprétation de l'artiste, cet évènement est présenté comme un fait d'arme populaire, Sourikov soulignant le lien indissoluble des soldats russes avec leur chef.
La composition est allongée en diagonale. Le centre en est la moitié inférieure de la partie gauche de la toile, occupée par l'avant-garde des forces cosaques. Au centre de cette masse, Ermak lui-même, représenté de profil, la main tendue vers l'avant pour désigner l'adversaire. Il s'agit de la figure qui se trouve au-dessus, sur le pont, avec un casque d'acier. Au-dessus de lui et de ses compagnons d'armes se déploient des gonfanons ; l'un avec la face d'un mandylion et l'autre avec une figure de saint Georges à cheval. Parlant de la première de ces bannières, Vladimir Kemenov remarque : « en couvrant les compagnons d'Ermak avec cette bannière, Sourikov leur transmet le message de la lutte séculaire du peuple russe contre les Tatars ». Selon Eric Hoesli, c'est l'étendard « d'Ivan le Terrible lors de la prise de Kazan aux Tatars et celui de Dmitri Donskoï en 1380 lors de la première victoire russe » sur les mêmes Tatars. La rage de vaincre des Cosaques est encore habitée du désir de revanche. La tête casquée d'Ermak, sa main tendue en avant et les gonfanons au-dessus de lui dépassent et brisent la diagonale qui limite l'espace réservé aux Cosaques dans la composition.
La composition hétéroclite de l'armée de Koutchoum remplit le centre de la partie inférieure droite de l'image. Le journaliste et historien Eric Hoesli remarque que « l'armée du khan affiche toute la diversité des alliés de Koutchoum : des Tatars au crâne rasé, des Kirghizes […] portant le casque des Mongols, des Ostiaks de la taïga sibérienne, aux cheveux longs et aux visages tatoués, des Vogoul du Nord aux capuchons en fourrure de renne. » La panique se voit sur leurs visages. Quant aux Cosaques, ils « sont habillés de façon disparate, trahissant des origines différentes, de la Volga à l'Ukraine en passant par le Don, et sont également affublés de leurs prises de guerre aux Turcs ou aux Polonais. La proue de la barque d'Ermak s'écrase dans la masse dense des Tatars, déjà dans la tourmente et prête à prendre la fuite. Derrière le dos des Tatars sibériens, une côte escarpée avec au sommet des cavaliers au galop et des chamans levant les bras au ciel pour marquer symboliquement leur hostilité au cheval de Saint-Georges sur la bannière cosaque. Au centre de la partie supérieure de la toile, les contours d'une ville, enjeu de la bataille en cours : c'est Isker, la capitale du khanat de Sibir.

## Histoire de la création
L'idée de la toile vient à l'esprit de Sourikov en 1889, mais il ne commence à y travailler qu'en 1891. Selon ses propres dires, la conception générale de la toile se développe chez lui avant même qu'il ne se familiarise avec les évènements historiques sur lequel il se base,: 

« Mais je n'ai pas lu les annales, le tableau s'est présenté lui-même à mes yeux : ce sont deux éléments opposés qui se rencontrent. Et quand, plus tard, je commence à lire les annales de la ville de Koungour, je vois que tout est similaire au tableau que j'avais en tête. Koutchoum était sur les falaises. »

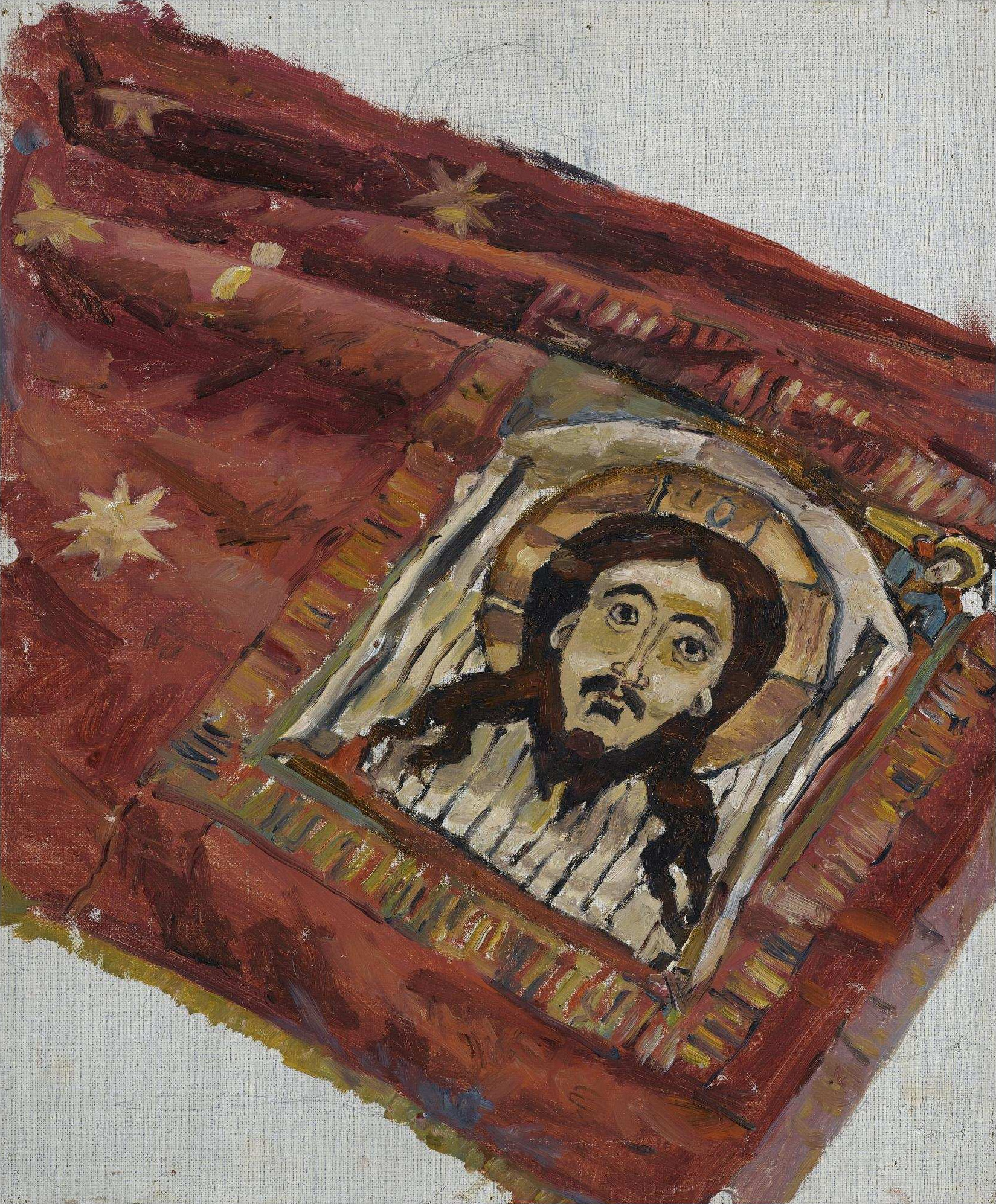
Étude pour le tableau, l'étendard de l'Arsenal au Kremlin de Moscou

Au dos du premier croquis connu pour préparer la peinture se trouve l'inscription de la main de l'artiste « Au-delà de la Volga sur la Kama» qu'il a parcourue en préparant son tableau. Mais d'autres premières études pour la toile sont réalisées sur l'Ob, et aussi à Tobolsk. L'été 1891, Sourikov dessine des études d'Evenks et de Khantys dans le kraï de Touroukhansk, le long de l'Ienisseï. Il est allé aussi dans les stanitsas du Don et de l'Oural pour ramener des portraits naturels de Cosaques dont il prête les traits aux hommes d'Ermak,. Dès le mois d'août 1891, Sourikov détermine les dimensions de la toile et, dans une lettre à son frère, il précise qu'elle aurait environ « 8 archines sur 4 », soit environ 5,6 × 2,8 mètres. En 1892, il va vivre à Minoussinsk, dans les mines d'or du fils (Innocent Petrovitch Kouznetsov) de son mécène Piotr Kouznetsov (sur le territoire de l'actuelle Khakassie). Là, il écrit : « Je peins des Tatars. Un nombre intéressant de croquis. J'ai trouvé un modèle pour Ermak ». Sur la rivière Nemir en Khakassie, il peint un vieux chaman et, sur une autre feuille, il peint aussi sa main avec une baguette, qu'il frappe sur un tambourin. Au musée ethnographique de Minoussinsk, il réalise des croquis de personnages habillés de vêtements indigènes garnis de perles et de motifs particuliers. L'un des croquis les plus réussis réalisés dans cette région est celui intitulé Sur la rivière avec l'image d'un archer debout dans l'eau.
En 1893, dans la stanitsa de Razdorskaïa (ru) (sur le Don à l'est de Rostov-sur-le-Don), Sourikov étudie les types cosaques locaux avec Arseni Kavaliov, Anton Touzov, Makara Agarkov, qu'il utilisera plus tard pour son tableau. C'est Arseni Kovaliov qui a servi de modèle pour réaliser le portrait d'Ermak et c'est Makar Agarkov qui est modèle pour l'image du compagnon d'arme d'Ermak, l'iessaoul Ivan Kaltso (ru). Sur le Don, le peintre crée encore les portraits des Cosaques Dmitri Sokol et Kouzma Zaporojtsev, et dessine le croquis d'une grande barque cosaque, que l'on retrouvera plus tard sur le tableau. La même année, Sourikov va en Sibérie du nord faire des croquis de sujets Khantys ; en 1894 ,il part à Tobolsk et sur la rivière Irtych.
En raison des grandes dimensions de son tableau, Sourikov doit changer d'appartement à Moscou où il avait emménagé à l'automne 1890 en venant de Krasnoïarsk. Ce n'est qu'en décembre 1892 qu'il peut prendre enfin une pause dans la réalisation de la Conquête de la Sibérie. Sourikov doit en effet préparer un autre tableau intitulé Guérison d'un aveuglé-né pour une exposition. Mais au début de l'année 1894, il écrit à son frère : « Maintenant, je peux à nouveau me mettre à Ermak ». Le peintre a longtemps cherché la bonne gamme de couleurs pour sa toile. Dans les premières esquisses, les tons bleus et jaunâtres prédominent, mais quand la côte escarpée apparaît sur la toile, les taches vertes s'éclairent. Le personnage d'Ermak ne se distingue que progressivement dans la masse des Cosaques. Dans les premières esquisses, d'autres figures viennent s'interposer, qui sont ensuite reléguées au second plan. Dans les variantes ultérieures, la silhouette d'Ermak devient bien visible, séparée de celle de ses compagnons proches. Ce n'est qu'après de longues recherches que l'artiste lui assigne sa place finale définitive de personnage principal du tableau.
L'écrivain Vladimir Soloukhine (en) considère que Sourikov voulait montrer avant tout le rôle du peuple dans la bataille. Il ne veut pas distinguer à tout prix le rôle du chef. C'est pourquoi Sourikov ne le distingue pas par une attitude particulière. Ermak est simplement là, la main tendue en avant, au centre de la composition et sous les bannières de la Sainte-Face et de Saint-Georges. On sent sa volonté de cimenter ses compagnons d'armes. Ceux-ci sont au premier plan, entassés dans des barques pressées qui s'entrechoquent. L'un tient sa pagaie pour faire avancer la barque dans un dernier effort, un autre tire au fusil, un troisième recharge son fusil. Tous sont prêts à plier la tête mais pas à abandonner leur chef.

## Sort ultérieur du tableau
La Conquête de la Sibérie par Ermak Timofeïevitch est terminée en 1895 et devient un évènement important de la XXIIIe exposition des artistes Ambulants. En mars de la même année, le conseil de l'Académie russe des Beaux-Arts attribue à l'auteur de la toile le titre d'académicien. Bien que Sourikov se soit mis d'accord à Moscou avec Pavel Tretiakov sur la vente de ce tableau pour trente mille roubles, l'empereur Nicolas II, apprenant cela, déclare que « ce tableau doit rester national et entrer dans un musée national ». L'empereur l'achète pour quarante mille roubles. Selon Mikhaïl Nesterov, c'est le prix le plus élevé qui avait été donné pour l'œuvre d'un peintre russe à l'époque. À peine quelques semaines après cette vente, en avril 1895, est signé le décret impérial sur la création du Musée russe de Saint-Pétersbourg. Depuis 1897, La Conquête de la Sibérie se trouve exposé dans le même musée, dans la même salle que l'étude : Cosaques dans un bateau. Sourikov a offert à Tretiakov en 1895 une copie réduite de la toile par respect pour le mécène (dimensions 103 × 59 cm).

## Perspective historique
La conquête de la Sibérie par les Russes ne s'est pas réalisée par la seule prise de la place forte d'Isker sur le fleuve Irtych. Il faut donc relativiser la prise de cette ville par Ermak et ses hommes. Mais souligne Eric Hoesli : « s'il y a un moment où l'histoire bascule, c'est tout de même celui-là ». L'historien Louis Réau note que : « Sourikov voulait éterniser, dans ce tableau peint pour le quatre-centième anniversaire de la conquête et l'inauguration du Transsibérien les prouesses de ses ancêtres les Cosaques du Don... » ,